# Helena Notkonen
Helena Notkonen (Helsinki, 21 de junio de 1936 – Helsinki, 26 de noviembre de 2007) fue una actriz cinematográfica y televisiva finlandesa. 

## Biografía
Nacida en Helsinki, Finlandia, Notkonen es recordada por su participación en varias series televisivas finlandesas, entre ellas Ruusun aika. 
En dos películas de la serie de comedias del personaje Uuno Turhapuro, Uuno Turhapuron aviokriisi y Uuno Turhapuron muisti palailee pätkittäin, interpretó a Elvira Sörsselssön. Su primer papel destacado llegó en el film Mies joka ei osannut sanoa ei. En la serie televisiva Salatut elämät actuó junto a Piitu Uski, que encarnaba a Laura Kiviranta frente a la Eila Kivirantaa interpretada por Notkonen .
Helena Notkonen fue también profesora teatral, especializándose en la enseñanza a personas con discapacidad intelectual.
Helena Notkonen falleció en Helsinki en el año 2007, a los 71 años de edad. Había estado casada con el actor y director Jukka Sipilä, con el que tuvo dos hijas.